# Johannes Hürter
Johannes Hürter (* 17. Dezember 1963 in Hamburg) ist ein deutscher Historiker.

## Leben
Nach seinem Abitur in Hannover studierte Hürter Geschichtswissenschaft, Germanistik und Musikwissenschaft an den Universitäten Heidelberg und Mainz. 1992 wurde er bei Winfried Baumgart (Korreferat Erwin Oberländer) mit einer Arbeit über Reichswehrminister Wilhelm Groener promoviert.
2005 habilitierte Hürter sich mit der Studie Hitlers Heerführer, die im Rahmen des IfZ-Projekts Wehrmacht in der nationalsozialistischen Diktatur entstand. Die Studie wurde in geschichtswissenschaftlichen Rezensionsjournalen wie H-Soz-u-Kult und Sehepunkte, aber auch in der überregionalen Presse wie der Frankfurter Allgemeinen Zeitung, Süddeutschen Zeitung und der Zeit einhellig als wegweisende, quellengesättigte Forschungsarbeit bewertet.
Von 1992 bis 1995 war Hürter Postdoktoranden-Stipendiat der Deutschen Forschungsgemeinschaft und Mitarbeiter der Historischen Kommission bei der Bayerischen Akademie der Wissenschaften. Anschließend war er zwei Jahre wissenschaftlicher Mitarbeiter im Auswärtigen Amt in Bonn. Seit August 1998 ist Hürter wissenschaftlicher Mitarbeiter des Münchener Instituts für Zeitgeschichte (IfZ). Anfang der 2010er Jahre wurde er dort Abteilungsleiter für Zeitgeschichte bis 1945. Zudem ist er Redakteur der institutseigenen Vierteljahrshefte für Zeitgeschichte und deren Schriftenreihe. Hürter lehrt neben seiner Tätigkeit am IfZ seit 2014 als außerplanmäßiger Professor am Fachbereich für Neueste Geschichte an der Universität Mainz.
Er ist Stellvertretender Vorsitzender des Wissenschaftlichen Beirats des „Landshut“-Projekts, der das Dornier-Museum in Friedrichshafen bei der Entwicklung und Umsetzung der Ausstellung über die Entführung des Flugzeugs „Landshut“ unterstützt.

## Leiter von Forschungsprojekten des IfZ
- Das Private im Nationalsozialismus
- Das Kanzleramt. Bundesdeutsche Demokratie und NS-Vergangenheit
- Demokratischer Staat und terroristische Herausforderung. Die Anti-Terrorismus-Politik der 1970er und 1980er Jahre in Westeuropa
- Die SS in der deutschen Gesellschaft
- Kontinuitäten und Neuanfänge nach dem Nationalsozialismus. Das Bundesministerium für Gesundheit[10][11]

## Forschungsgebiete
Seine Forschungsschwerpunkte sind Militär-, Innen- und Außenpolitik in der Kaiserzeit, der Weimarer Republik und der Zeit des Nationalsozialismus, die internationalen Beziehungen des 19. und 20. Jahrhunderts und die Geschichte der Bundesrepublik in den 1970er Jahren.

## Trivia
Für den Schriftsteller Peter Prange prüfte Hürter die historischen Gegebenheiten in dessen 2019 erschienenem Roman Eine Familie in Deutschland (Zweites Buch: Am Ende die Hoffnung).

## Schriften (Auswahl)
Monographien
- Wilhelm Groener. Reichswehrminister am Ende der Weimarer Republik (1928–1932). Oldenbourg, München 1993, ISBN 3-486-55978-8.
- (mit Christian Hartmann und Ulrike Jureit) Verbrechen der Wehrmacht. Bilanz einer Debatte. C.H. Beck, München 2005, ISBN 3-406-52802-3 (eingeschränkte Vorschau in google books).
- Hitlers Heerführer. Die deutschen Oberbefehlshaber im Krieg gegen die Sowjetunion 1941/42. Oldenbourg, München 2006, ISBN 978-3-486-58341-0 (eingeschränkte Vorschau in google books).
- (mit Christian Hartmann, Peter Lieb, Dieter Pohl) Der deutsche Krieg im Osten 1941–1944. Facetten einer Grenzüberschreitung (= Quellen und Darstellungen zur Zeitgeschichte, Band 76). R. Oldenbourg Verlag, München 2009, ISBN 978-3-486-59138-5.

Herausgeberschaften
- Ein deutscher General an der Ostfront. Die Briefe und Tagebücher des Gotthard Heinrici 1941/42. Sutton, Erfurt 2001, ISBN 3-89702-307-5.
- (mit Christian Hartmann) Die hundert letzten Tage des Zweiten Weltkrieges. Droemer, München 2005, ISBN 3-426-27356-X.
- Hans Rothfels und die deutsche Zeitgeschichte. Oldenbourg, München 2005, ISBN 3-486-57714-X (eingeschränkte Vorschau in Google books).
- zusammen mit Gian Enrico Rusconi: Der Kriegseintritt Italiens im Mai 1915. Oldenbourg, München 2007, ISBN 978-3-486-58278-9.
- zusammen mit Gian Enrico Rusconi: Die bleiernen Jahre. Staat und Terrorismus in der Bundesrepublik Deutschland und Italien 1969–1982. Oldenbourg, München 2010, ISBN 978-3-486-59643-4.
- Notizen aus dem Vernichtungskrieg. Die Ostfront 1941/42 in den Aufzeichnungen des Generals Heinrici. Wissenschaftliche Buchgesellschaft, Darmstadt 2016, ISBN 978-3-534-26769-9.[14]
- zusammen mit Elke Seefried, Frank Bajohr und Ernst Wolfgang Becker: Liberalismus und Nationalsozialismus. Eine Beziehungsgeschichte (= Stiftung Bundespräsident Theodor-Heuss-Haus. Zeithistorische Impulse, Band 15), Franz Steiner Verlag, Stuttgart 2020, ISBN 978-3-515-12747-9.